# Lunar Orbiter 5
Il Lunar Orbiter 5 fu l'ultimo satellite lunare appartenente al Programma Lunar Orbiter. Il suo scopo era quello di ottenere foto della Luna che permettessero di scegliere adeguati siti per gli atterraggi delle sonde Surveyor e per le missioni Apollo.

## La missione

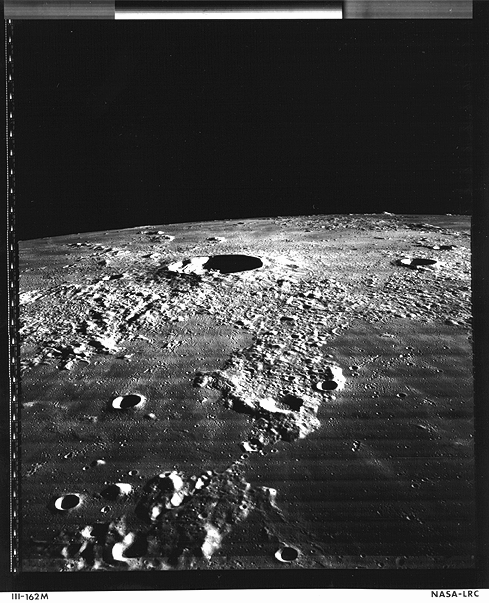
Superficie lunare ripresa dal Lunar Orbiter 5.

Il Lunar Orbiter 5 fu lanciato il 1º agosto del 1967 alle 22:32:00 UTC e si immise in un'orbita di parcheggio terrestre. Successivamente, dopo un volo senza problemi, raggiunse la Luna e si immise in orbita lunare. La sessione fotografica iniziò il 6 agosto e terminò il 18 agosto; la trasmissione a Terra terminò il 27 agosto. Furono spedite 633 foto ad alta risoluzione e 211 a media risoluzione. Il totale cumulativo delle cinque missioni Lunar Orbiter arrivò a coprire il 99% della superficie lunare.
I contatti con la sonda durarono fino al suo impatto lunare, avvenuto il 31 gennaio 1968 alle coordinate 2,79° sud - 83° ovest.